# Scone (wypiek)

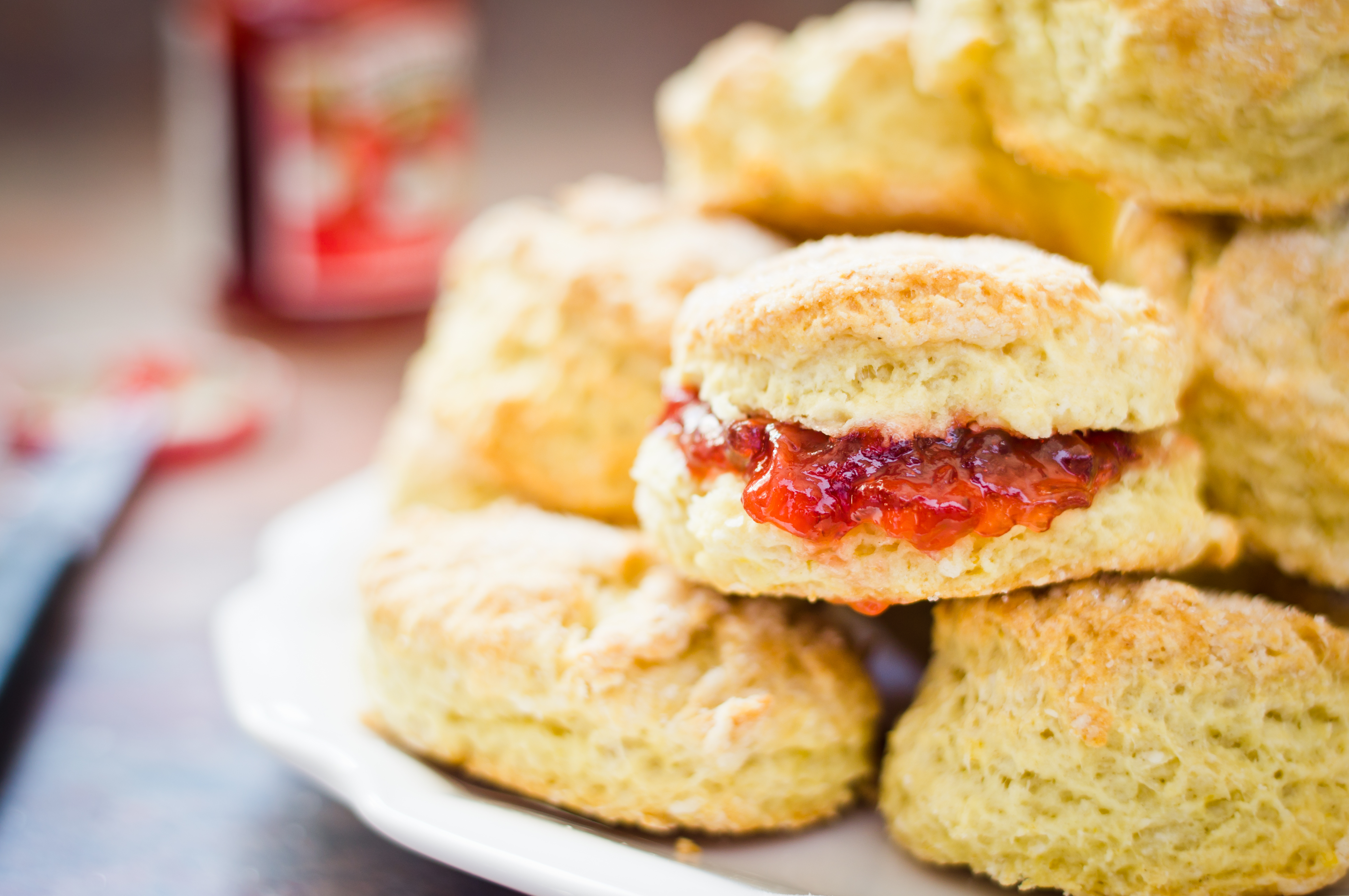
Scones z dżemem

Scone – brytyjskie ciastko wywodzące się ze Szkocji, przygotowywane z mąki, masła, mleka i proszku do pieczenia, niekiedy z dodatkiem suszonych owoców (często rodzynek).
Są zazwyczaj lekko słodzone lub niesłodzone, przyrządza się je także na słono. Wykorzystuje się makę pszenną, jęczmienną bądź płatki owsiane. W zależności od sposobu przyrządzania ciastka te mogą przypominać chleb sodowy bądź naleśniki. Są blisko spokrewnione z innym szkockim wypiekiem: bannocks. W Stanach Zjednoczonych podobne wypieki znane są jako biscuits. W przeszłości duże porcje ciasta były smażone na blasze i krojone przy serwowaniu na trójkątne kawałki. Współcześnie są zwykle wypiekane w piekarniku i przybierają formę niewielkich ciastek o okrągłym kształcie. 
W wielu brytyjskich herbaciarniach podawane do herbaty, zwykle z dodatkiem masła, dżemu i bitej śmietany lub clotted cream, w ramach tzw. afternoon bądź cream tea.
Najwcześniejsze odnotowane użycie słowa scone pochodzi z XVI wieku.